# Townsendia triangulata
Townsendia triangulata är en tvåvingeart som beskrevs av Martin 1966. Townsendia triangulata ingår i släktet Townsendia och familjen rovflugor. Inga underarter finns listade i Catalogue of Life.